# Jüdischer Friedhof (Zabrze)

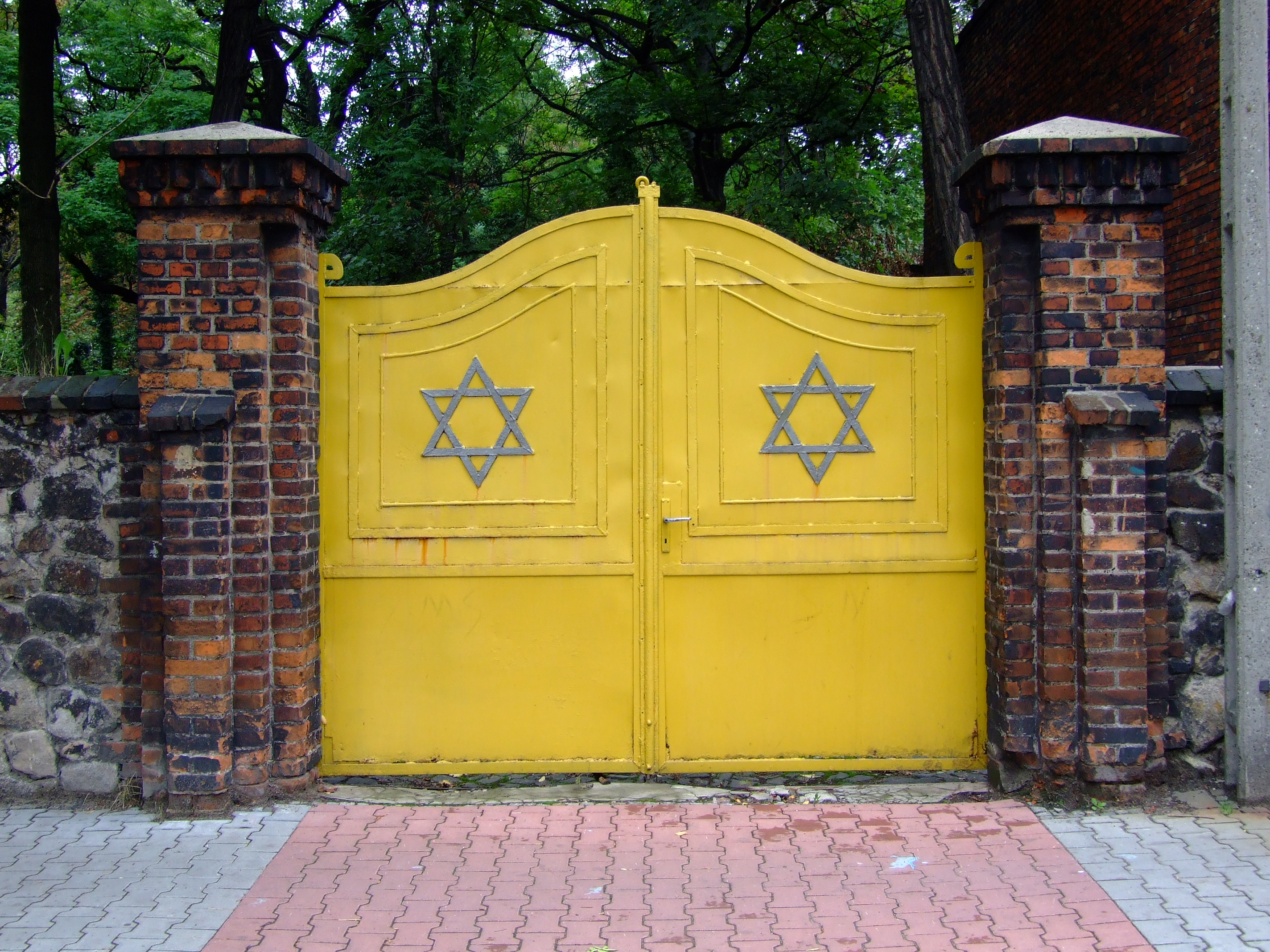
Eingang zum jüdischen Friedhof in Zabrze

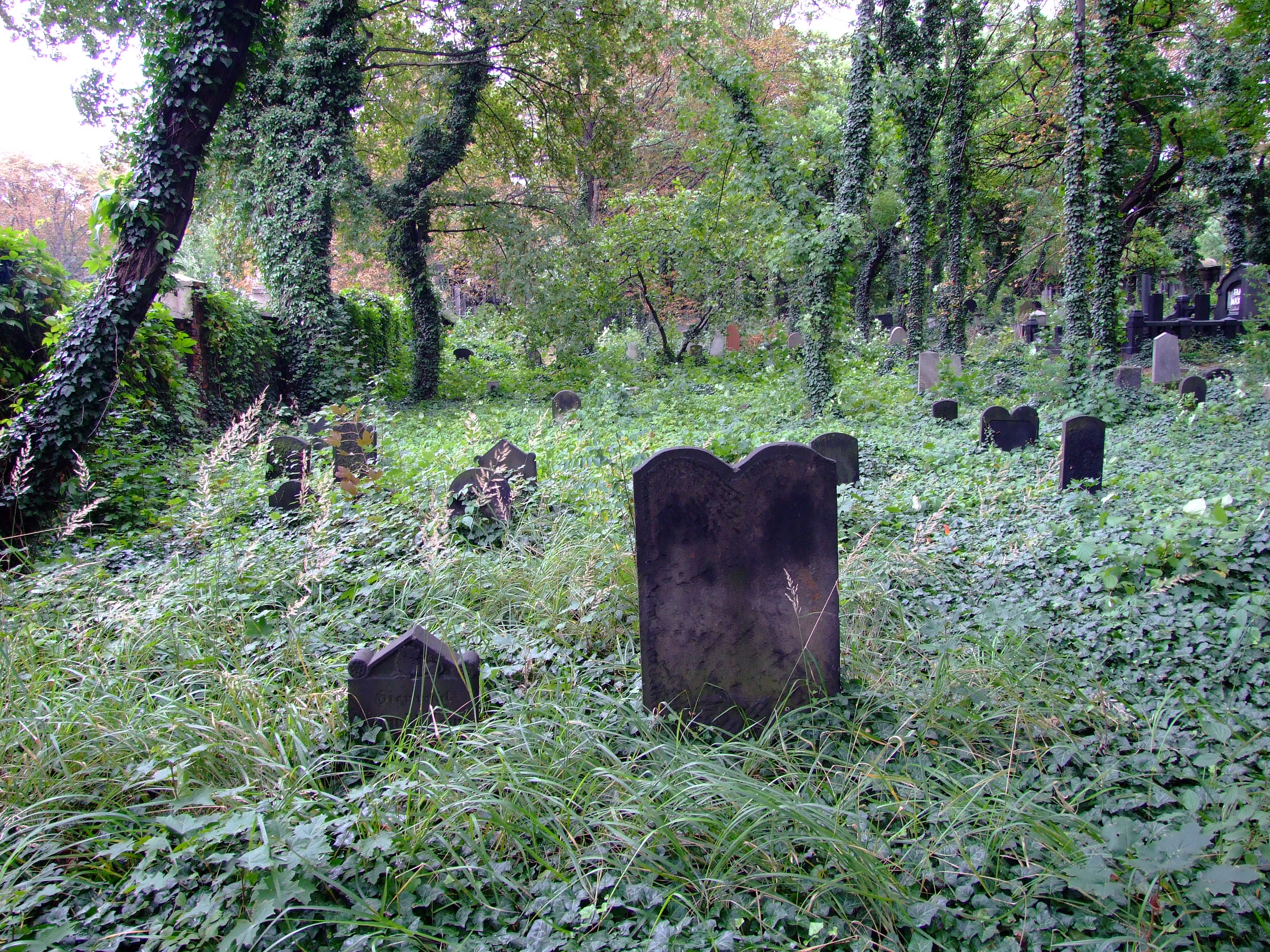
Ansicht des Friedhofs

Der Jüdische Friedhof in Zabrze (deutsch Hindenburg), einer Stadt in der Woiwodschaft Schlesien in Polen, wurde 1872 angelegt.

## Geschichte
Zuvor wurden die Verstorbenen der jüdischen Gemeinde Zabrze auf den jüdischen Friedhöfen in Beuthen oder Gleiwitz bestattet. Gleichzeitig mit dem Friedhof errichtete man auch ein Taharahaus, das mit einer Wohnung für den Friedhofswärter ausgestattet war. In den Jahren 1894/95 und mehrmals danach vergrößerte man das Friedhofsareal. Die letzte Bestattung fand 1954 statt.
Auf dem eineinhalb Hektar großen Friedhof sind heute noch circa 300 Grabsteine erhalten. Auf dem Gelände befindet sich auch ein Massengrab von Häftlingen des Außenlagers Zabrze des Konzentrationslagers Auschwitz-Birkenau.